# Дудка (гірництво)
Ду́дка  (рос. дудка, англ. pipe, нім. Duckel m, Lichtloch n, Handsschacht m)— вертикальна  гірнича виробка круглого або овального перерізу (діаметр 0,8—1 м, глибина до 20 м), пройдена з поверхні до корисної копалини з метою її розвідки й розробки. Найдоцільніша область застосування дудок — горизонтальні або пологі поклади невеликих рудних гнізд або лінз.